# Bound for Glory 2021
Bound for Glory 2021 è stata la ventitreesima edizione dell'omonimo pay-per-view prodotto da Impact Wrestling. L'evento si è svolto il 23 ottobre 2021 al Sam's Town Live di Sunrise Manor (Nevada).

## Evento
Bound for Glory sarà caratterizzato da incontri di wrestling professionistici che coinvolgono diversi lottatori da feud e storyline preesistenti. I wrestler rappresentano personaggi negli eventi scritti che hanno costruito tensioni e culminano in un match di wrestling o vari match.

## Risultati
| #       | Incontri                                                                                            | Stipulazioni                                                                 | Durata |
| ------- | --------------------------------------------------------------------------------------------------- | ---------------------------------------------------------------------------- | ------ |
| Preshow | Jordynne Grace ha sconfitto Chelsea Green, Crazzy Steve, Fallah Bahh, John Skyler e Madison Rayne   | Six-pack challenge intergender match per l'Impact Digital Media Championship | 05:05  |
| 1       | Cassie Lee e Jessie McKay hanno sconfitto Havok e Rosemary (c)                                      | Tag team match per l'Impact Knockout's Tag Team Championship                 | 09:00  |
| 2       | Trey Miguel ha sconfitto El Phantasmo e Steve Maclin                                                | Triple threat match per l'Impact X Division Championship                     | 13:20  |
| 3       | Heath Miller e Rhino hanno sconfitto Deaner e Joe Doering (con Eric Young)                          | Tag team match                                                               | 05:00  |
| 4       | Moose ha vinto eliminando per ultimo Matt Cardona                                                   | Gauntlet match                                                               | 29:30  |
| 5       | DOC Gallows e Karl Anderson (c) hanno sconfitto Chris Bey e Hikuleo e David Finlay e Juice Robinson | Triple threat tag team match per l'Impact World Tag Team Championship        | 09:55  |
| 6       | Mickie James ha sconfitto Deonna Purrazzo (c)                                                       | Single match per l'Impact Knockout's Championship                            | 13:17  |
| 7       | Josh Alexander ha sconfitto Christian Cage (c) per sottomissione                                    | Single match per l'Impact World Championship                                 | 18:52  |
| 8       | Moose ha sconfitto Josh Alexander (c)                                                               | Single match per l'Impact World Championship                                 | 00:07  |